# Arneb
Arneb (α Leporis / α Lep / 11 Leporis) es una estrella de magnitud aparente +2,58, la más brillante en la constelación de Lepus, la liebre. Su nombre, proveniente del árabe al-arneb, significa «la liebre», aludiendo al conjunto de la constelación. 
Arneb es una supergigante amarilla, no muy distinta de Canopus (α Carinae), y solamente su lejanía —unos 1300 años luz respecto al sistema solar— hace que no aparezca más brillante. Con una magnitud absoluta de -5,40 es una de las estrellas intrínsecamente más luminosas que se pueden observar a simple vista, siendo su luminosidad equivalente a 13 000 soles. Su diámetro es también muy grande, 7  veces más grande que el del Sol. Tiene una temperatura superficial de 7000 K.
En la fase final de su vida, se piensa que Arneb ya ha pasado la fase de supergigante roja y está en proceso de contracción y calentamiento, si bien pudiera ser que estuviera en la fase expansión hacia una supergigante roja.
Como resultado del proceso de envejecimiento, presenta un contenido de nitrógeno cinco veces mayor que el solar —resultado de la fusión del hidrógeno en helio a través del ciclo CNO, produciéndose nitrógeno como subproducto— y un contenido de sodio doble que el del Sol.
Con una masa en el momento de su nacimiento entre 8 y 10 masas solares, Arneb acabará sus días como una densa enana blanca de tamaño similar al de la Tierra.